# Schwarzwaldpokal

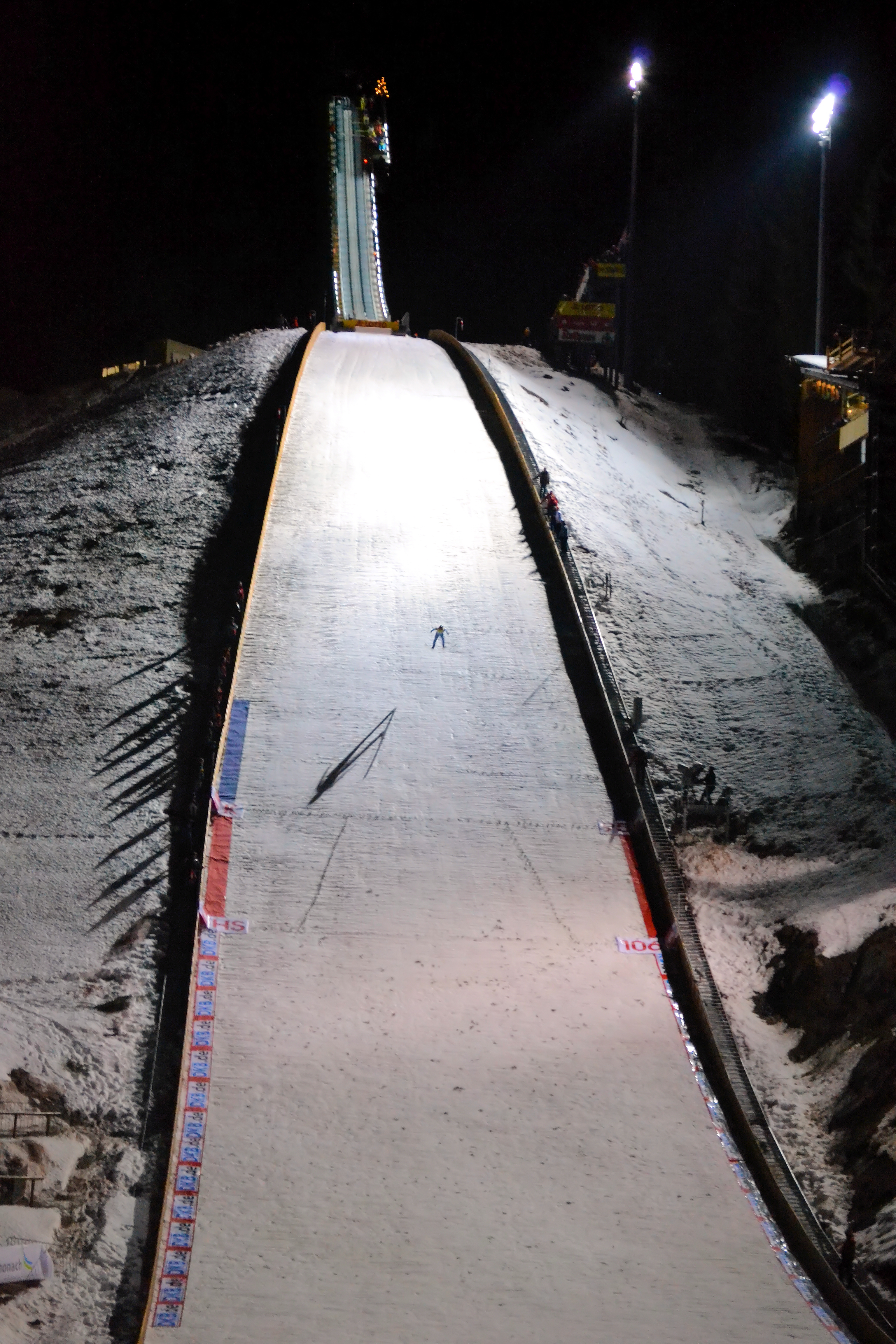
Training unter Flutlicht, Schwarzwaldpokal 2011

Der Schwarzwaldpokal bezeichnet einen seit 1967 vergebenen Pokal im Rahmen eines Wettbewerbs in der Nordischen Kombination in Schonach im Schwarzwald. Seit 1984 erfolgt die Austragung als Weltcup-Wettbewerb im Rahmen des Weltcups der Nordischen Kombination.

## Geschichte

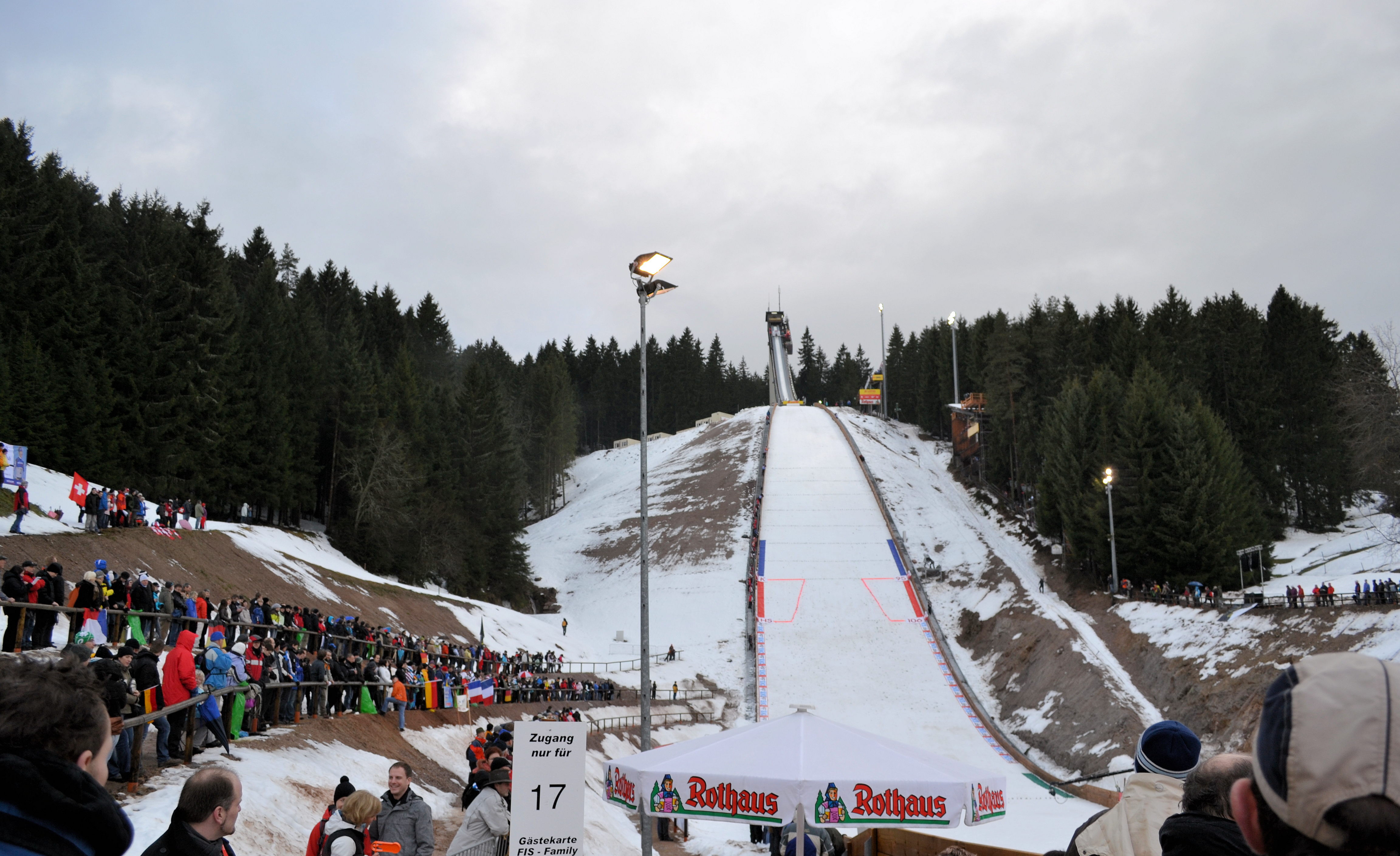
Schwarzwaldpokal 2011

1967 organisierten die Vereine SZ Brend und SC Schonach erstmals eine gemeinsame Veranstaltung unter dem Namen „Internationale Skiwettkämpfe Schonach/Neukirch“. Den ersten Wettbewerb gewann der Deutsche Edi Lengg. Ab 1971 wurde die Veranstaltung allein vom SC Schonach ausgetragen. Der Name der Veranstaltung lautete ab da „Internationale Nordische Kombination um den Schwarzwaldpokal“. Der Schonacher Bildhauer Klaus Ringwald gestaltete die zugehörige Trophäe und schuf einen Bronzeguss mit Ornamenten und eingearbeiteten Bergkristallen. Das Original dieses Pokals wurde von Ernst Schmieder als Wanderpokal gestiftet. Der Sieger bekommt jährlich eine kleine Nachbildung des Originalpokals. Von 1972 bis 1985 gab es auch eine Junioren-Wertung, bei der ein ebenfalls von Ringwald entworfener Pokal verliehen wurde. 1979 wurde durch die Volksbank Triberg eine Neuanfertigung des Siegerpokals in Auftrag gegeben, den Wolfgang Beyer gestaltete.
Seit 1984 gehört die Veranstaltung offiziell zum Wettbewerbsprogramm des Weltcups der Nordischen Kombination, der von der FIS ausgetragen wird.

## Gewinner

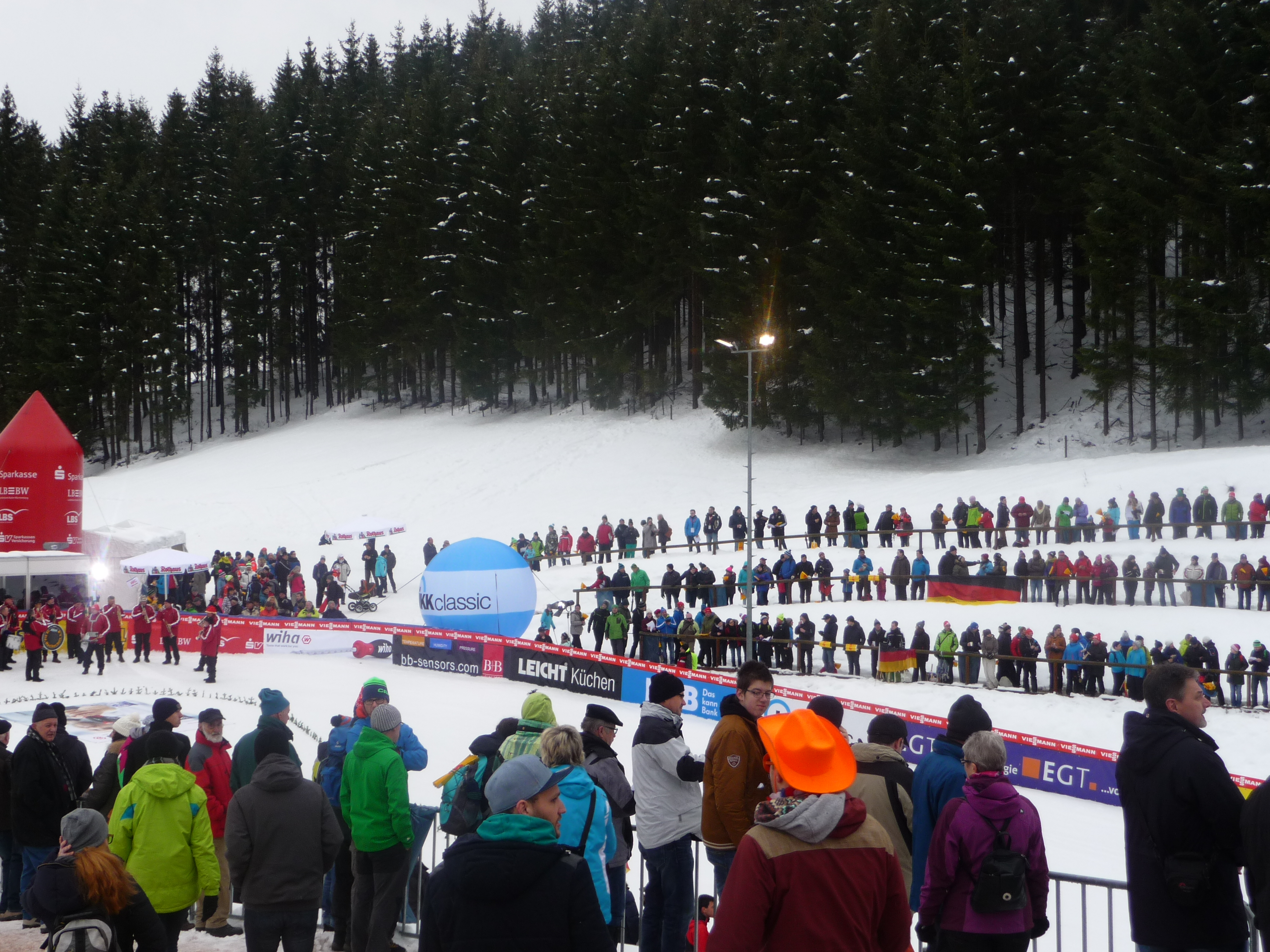
Schwarzwaldpokal 4.–6. März 2016

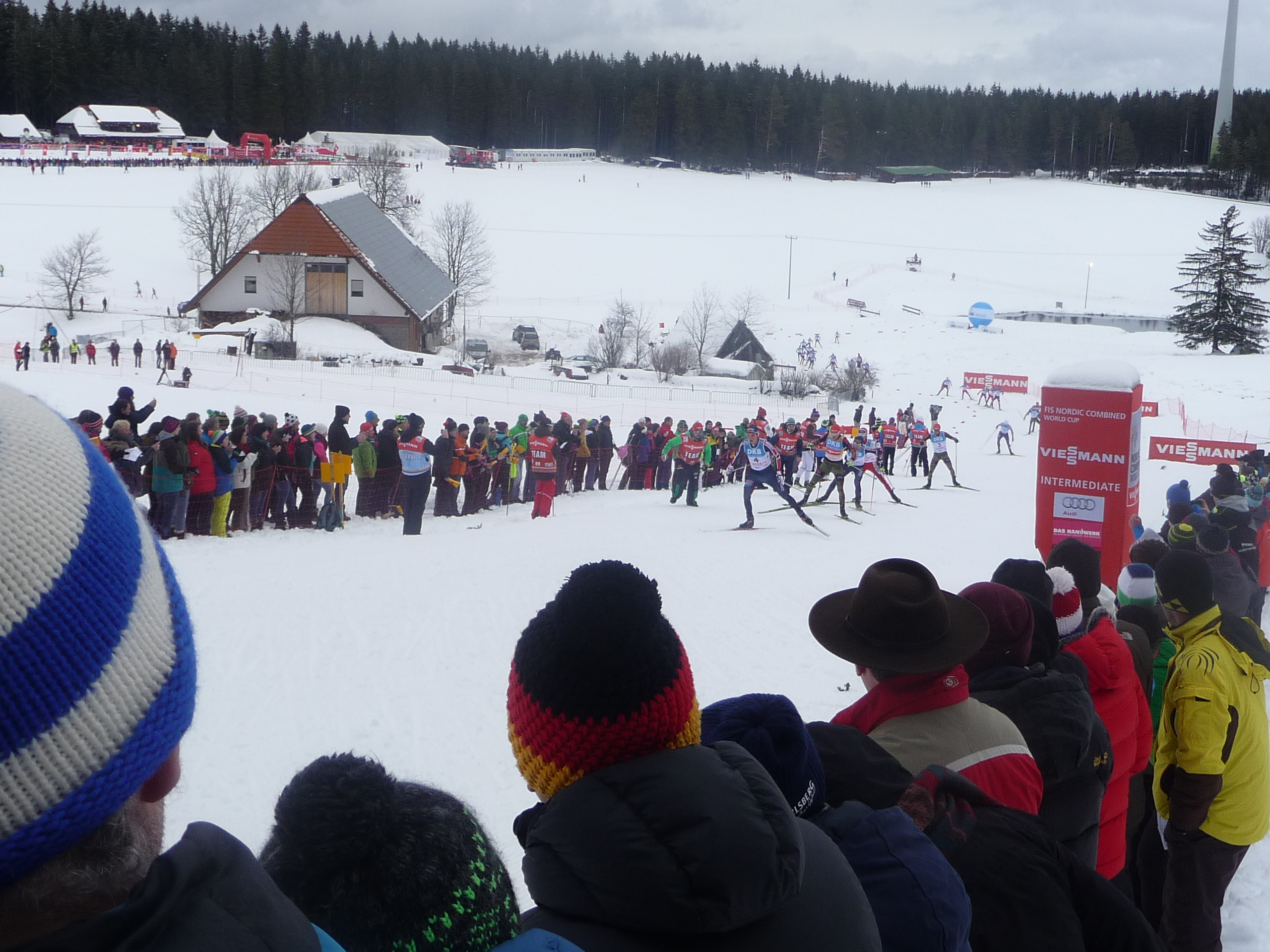

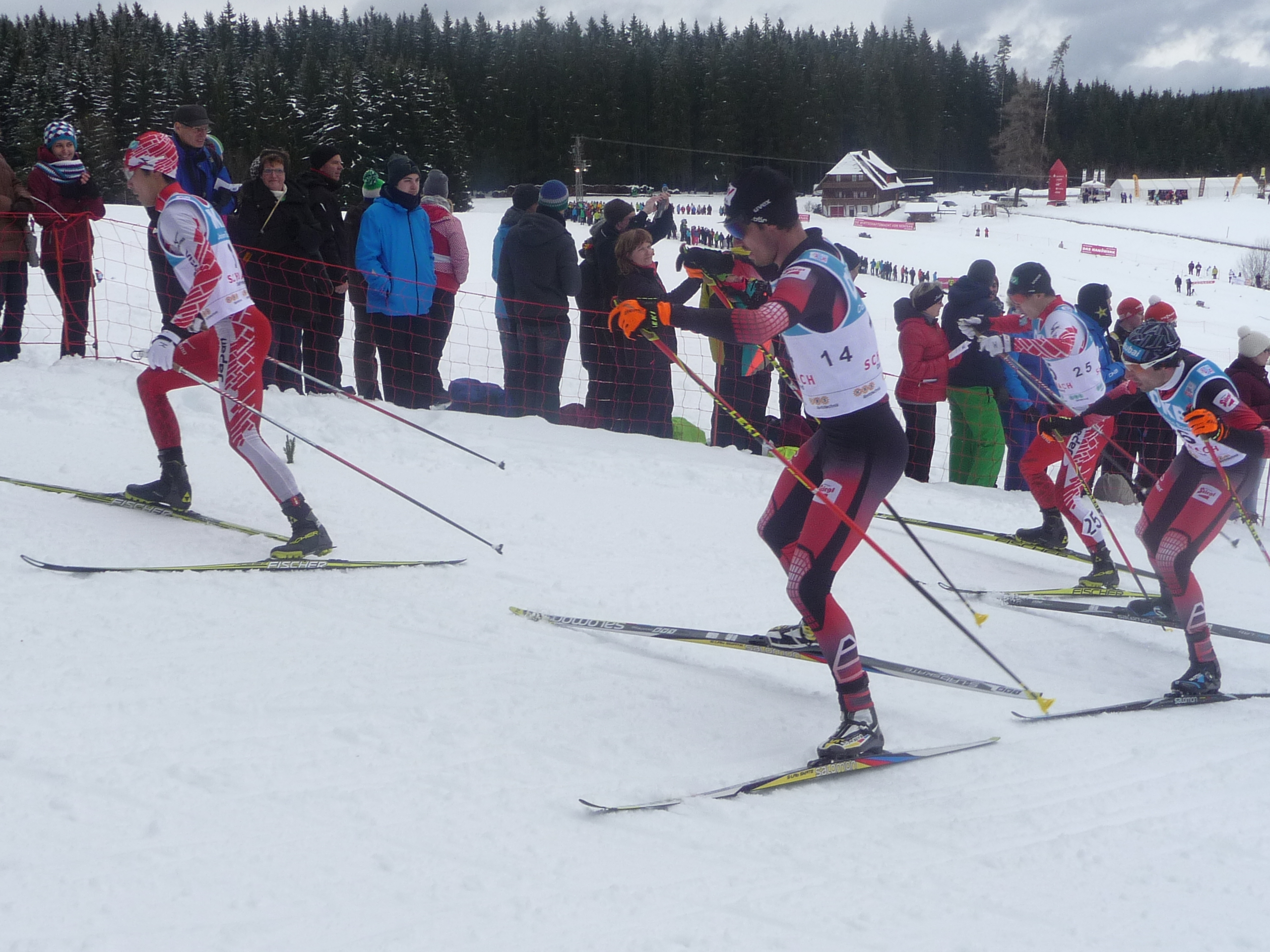

| Saison | Sieger                          |
| ------ | ------------------------------- |
| 1967   | Edi Lengg                       |
| 1968   | Alois Kälin                     |
| 1969   | Ralph Pöhland                   |
| 1970   | Franz Keller                    |
| 1971   | Hans Rudhardt                   |
| 1972   | Franz Keller                    |
| 1973   | Franz Keller                    |
| 1974   | Rauno Miettinen                 |
| 1975   | Rauno Miettinen                 |
| 1976   | Ulrich Wehling                  |
| 1977   | Ulrich Wehling                  |
| 1978   | Rauno Miettinen                 |
| 1979   | Jorma Etelälahti                |
| 1980   | Uwe Dotzauer                    |
| 1981   | Jorma Etelälahti                |
| 1982   | Uwe Dotzauer                    |
| 1983   | Wegen Schneemangels ausgefallen |
| 1984   | Thomas Müller                   |
| 1985   | Hermann Weinbuch                |
| 1986   | Hermann Weinbuch                |
| 1987   | Hubert Schwarz                  |
| 1988   | Klaus Sulzenbacher              |
| 1989   | Hippolyt Kempf                  |
| 1990   | Wegen Schneemangels ausgefallen |
| 1991   | Fred Børre Lundberg             |
| 1992   | Fabrice Guy                     |
| 1993   | Fred Børre Lundberg             |
| 1994   | Kenji Ogiwara                   |
| 1995   | Fred Børre Lundberg             |
| 1996   | Fred Børre Lundberg             |
| 1997   | Samppa Lajunen                  |
| 1998   | Todd Lodwick                    |
| 1999   | Bjarte Engen Vik                |
| 2000   | Bjarte Engen Vik                |
| 2001   | Wegen Schneemangels ausgefallen |
| 2002   | Felix Gottwald                  |
| 2003   | Wegen Schneemangels ausgefallen |
| 2004   | Todd Lodwick                    |
| 2005   | Hannu Manninen                  |
| 2006   | Hannu Manninen                  |
| 2007   | Wegen Schneemangels ausgefallen |
| 2008   | Petter Tande                    |
| 2009   | Anssi Koivuranta                |
| 2010   | Jason Lamy Chappuis             |
| 2011   | Felix Gottwald                  |
| 2012   | Wegen Schneemangels ausgefallen |
| 2013   | Jason Lamy Chappuis             |
| 2014   | Magnus Moan                     |
| 2015   | Lukas Klapfer                   |
| 2016   | Eric Frenzel                    |
| 2017   | Eric Frenzel                    |
| 2018   | Akito Watabe                    |
| 2019   | Bernhard Gruber                 |
| 2020   | Wegen Schneemangels ausgefallen |
| 2021   | Wegen Schneemangels ausgefallen |
| 2022   | Jarl Magnus Riiber              |
| 2023   | Jens Lurås Oftebro              |
| 2024   | Jarl Magnus Riiber              |
| 2025   | Jens Lurås Oftebro              |